# Birame Sock
Birame Sock, née en 1975, est une femme d’affaires et développeuse informatique sénégalaise. Elle a développé plusieurs entreprises numériques aux Etats-Unis et au Sénégal. 
En 2013, elle fonde l'entreprise Third Solutions basée à Miami aux États-Unis. Elle est la fondatrice et dirigeante de l'entreprise Kwely, une plateforme numérique sénégalaise de commerce électronique spécialisée dans l'exportation de produits africains à l'international créée en 2019.

## Biographie

### Enfance et études
Birame Sock nait à Dakar. Son père Boubacar Sock est journaliste puis fonctionnaire international pour les Nations Unies. Du fait du travail de son père, la famille voyage beaucoup et par conséquent, elle grandit entre plusieurs villes africaines dont le Niger. 
A la fin de ses études secondaires, elle s'installe aux États-Unis où elle fait ses études supérieures en radiodiffusion et en informatique à l’Université de Miami entre 1993 et 1997. Elle commence son parcours entrepreneurial en 2002 aux États-Unis.

### Carrière professionnelle
Birame Sock commence sa carrière professionnelle en 1999 en tant qu’analyste programmeuse pour la société Nortel Networks, puis rejoint en 2000 la société technologique SetNet Corporation au poste de vice-présidente chargée des ventes techniques. En 2005, elle est administratrice indépendante de CKX Inc pendant un an avant d'être embauchée par 19 Entertainment en tant qu’experte des médias numériques.   
En 2002, elle développe Musicphone, la première solution de reconnaissance musicale sur le marché américain. Son application participera au développement de la célèbre application Shazam,. En effet, en 2004, son entreprise Musicphone collabore avec Shazam, déjà présent en Europe, pour offrir le service de reconnaissance musicale dans le marché américain. En 2007, Birame Sock vend son application MusicPhone à plusieurs millions de dollars.  
Elle fonde plusieurs autres entreprises dont Upscan, une entreprise de communication digitale, ainsi que l’entreprise Third Solutions  qui développe l'application My Receipts, une application de reçus numériques. En 2010, elle remporte le prix Cartier Women's Initiative Award pour l’Amérique du Nord avec sa startup Third Solutions Inc. 

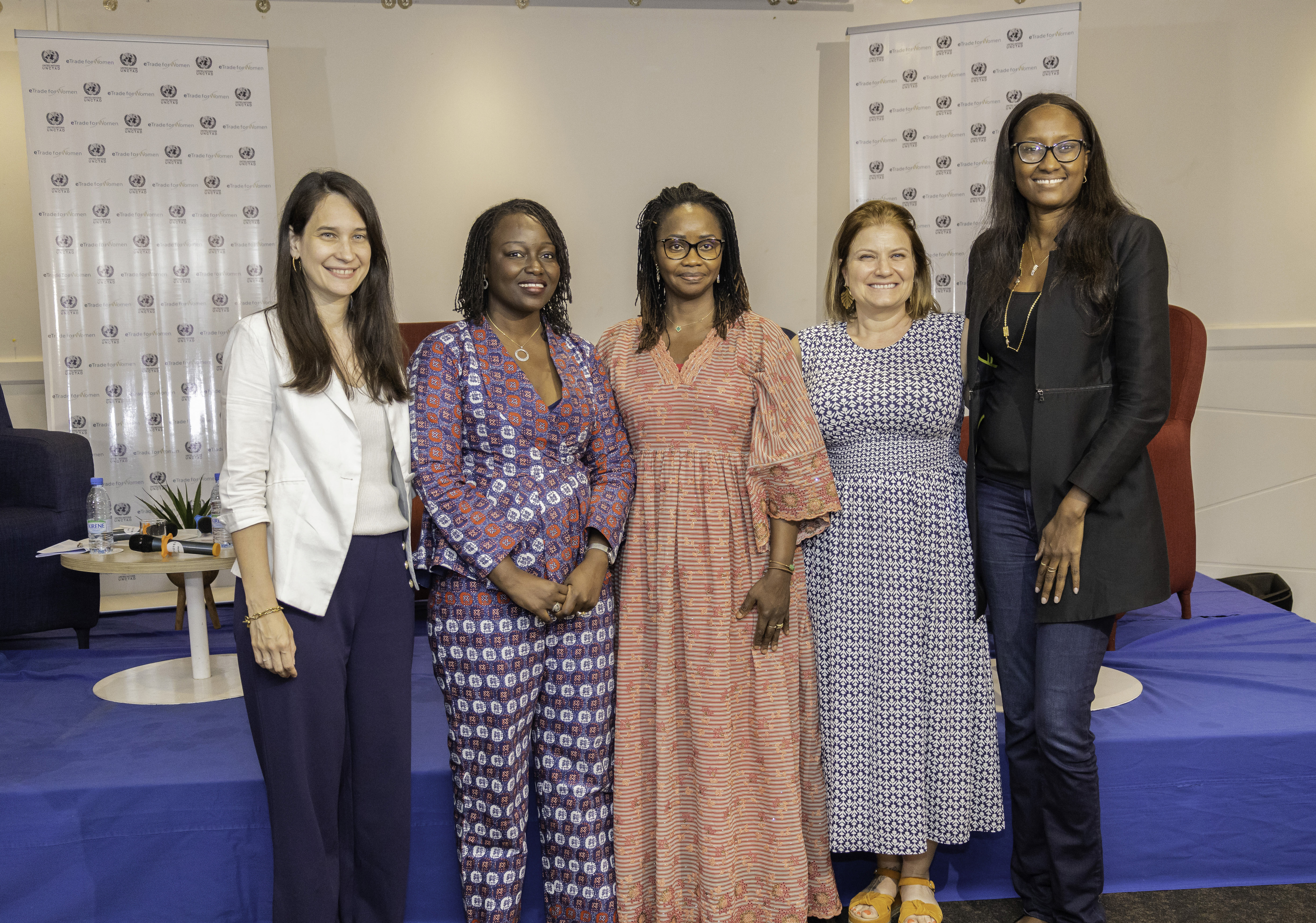
Viridiana Garcia-Quiles, Minatta Saar, Aby Seye, Nathalie Vialle-Faundez et Birame Sock

En 2019, après 26 ans passés aux États-Unis, elle retourne au Sénégal et lance la plateforme Kwely, une plateforme de e-commerce qui s'est donnée pour mission valoriser les produits africains en rendant plus attractifs pour les permettre de mieux se vendre à l'international .

## Distinctions
- 2010: Cartier Women's Initiative Award pour l'Amérique du Nord
- 2022: MEST Africa Challenge